# Escout

Liczba mieszkańców Escout pomiędzy 1962 a 2008 rokiem.

Escout – miejscowość i gmina we Francji, w regionie Nowa Akwitania, w departamencie Pireneje Atlantyckie.
Według danych na rok 1990 gminę zamieszkiwało 409 osób, a gęstość zaludnienia wynosiła 43 osób/km² (wśród 2290 gmin Akwitanii Escout plasuje się na 783. miejscu pod względem liczby ludności, natomiast pod względem powierzchni na miejscu 1098.).